# Live at the Greek
Live at the Greek, sottotitolato Excess All Areas, è un album dal vivo di Jimmy Page & The Black Crowes, pubblicato nel febbraio 2000 sul sito musicmaker.com e nel luglio dello stesso anno dalla TVT Records.

## Tracce
Disco 1
1. Celebration Day – 3:42 (Jimmy Page, Robert Plant, John Paul Jones)
2. Custard Pie – 5:18 (Jimmy Page, Robert Plant)
3. Sick Again – 4:34 (Jimmy Page, Robert Plant)
4. What Is and What Should Never Be – 5:26 (Jimmy Page, Robert Plant)
5. Woke Up This Morning – 4:14 (B.B. King, Jules Tuab)
6. Shapes of Things – 3:09 (Jim McCarty, Keith Relf, Paul Samwell-Smith)
7. Sloppy Drunk – 6:05 (Jimmy Rogers)
8. Ten Years Gone – 6:30 (Jimmy Page, Robert Plant)
9. In My Time of Dying – 9:34 (Jimmy Page, Robert Plant, John Paul Jones, John Bonham)
10. Your Time Is Gonna Come – 6:02 (Jimmy Page, John Paul Jones)

Disco 2
1. The Lemon Song – 8:59 (Howlin' Wolf, Jimmy Page, Robert Plant, John Paul Jones, John Bonham)
2. Nobody's Fault but Mine – 6:41 (Jimmy Page, Robert Plant)
3. Heartbreaker – 5:50 (Jimmy Page, Robert Plant, John Paul Jones)
4. Hey, Hey What Can I Do – 3:30 (Jimmy Page, Robert Plant, John Paul Jones, John Bonham)
5. Mellow Down Easy – 5:20 (Willie Dixon)
6. Oh Well – 4:10 (Peter Green)
7. Shake Your Money Maker – 4:25 (Elmore James)
8. You Shook Me – 8:25 (Willie Dixon, J. B. Lenoir)
9. Out on the Tiles – 3:39 (Jimmy Page, Robert Plant, John Bonham)
10. Whole Lotta Love – 5:34 (Willie Dixon, Jimmy Page, Robert Plant, John Paul Jones, John Bonham)

## Formazione
- Jimmy Page – chitarra elettrica, chitarra acustica

The Black Crowes
- Chris Robinson – voce
- Rich Robinson – chitarra
- Audley Freed – chitarra
- Sven Pipien – basso
- Steve Gorman – batteria
- Eddie Harsch – tastiere

## Classifiche
| Classifica (2000) | Posizione massima |
| ----------------- | ----------------- |
| Austria           | 37                |
| Finlandia         | 27                |
| Francia           | 73                |
| Germania          | 24                |
| Italia            | 37                |
| Nuova Zelanda     | 45                |
| Paesi Bassi       | 46                |
| Regno Unito       | 39                |
| Stati Uniti       | 64                |
| Svizzera          | 77                |